# Cyphura swinhoei
Cyphura swinhoei är en fjärilsart som beskrevs av James John Joicey 1917. Cyphura swinhoei ingår i släktet Cyphura och familjen Uraniidae. Inga underarter finns listade i Catalogue of Life.